# Psychotria confertiloba
Psychotria confertiloba är en måreväxtart som beskrevs av Albert Charles Smith. Psychotria confertiloba ingår i släktet Psychotria och familjen måreväxter. Inga underarter finns listade i Catalogue of Life.